# Kvalspelet till världsmästerskapet i fotboll 1958
Kvalspelet till världsmästerskapet i fotboll 1958 var det internationella kvalspelet till VM i fotboll, där 53 lag tävlade om de totalt 16 platserna som erbjöds. Sverige, som värdnation, och Västtyskland, som försvarande mästare, var automatiskt kvalificerade för världsmästerskapet vilket lämnade 14 platser öppna för kval. Kvalspelet pågick från andra halvan av 1956 till början av 1958.
Kvalen till de fyra föregående världsmästerskapen hade varit väldigt förvirrande med kontroversiella regler och många länder som dragit sig ur. Från och med denna turnering beslöt Fifa att dela upp kvalet i olika zoner, bestämma antalet platser i slutspelet för varje zon och delegera organiserandet av kvalspelen till respektive zons förbund. Uefa ansvarade för den europeiska zonen, Conmebol för den sydamerikanska, North American Football Confederation för den nordamerikanska, Confederación Centroamericana y del Caribe de Fútbol för den centralamerikanska och karibiska, Caf för den afrikanska och AFC för den asiatiska (och OFC för den oceaniska zonen sedan organisationen senare bildats). Detta ledde till en mycket mer organiserad kvaltävling med tydligare regler - fast inte helt säker än från lag att dra sig ur.
De 16 platserna fördelades enligt följande:
| Förbund  | Världsdel(ar)                | Platser                             | Antal landslag |
| -------- | ---------------------------- | ----------------------------------- | -------------- |
| Uefa     | Europa                       | 11 platser, varav två direktplatser | 27 landslag    |
| Conmebol | Sydamerika                   | 3 platser                           | 9 landslag     |
| NACF     | Nordamerika                  | 1 plats                             | 6 landslag     |
| CCCF     | Centralamerika samt Karibien | 1 plats                             | 6 landslag     |
| Caf      | Afrika                       | 1 plats                             | 10 landslag    |
| AFC      | Asien                        | 1 plats                             | 10 landslag    |

## UEFA (Europa)
De 27 lagen delades upp i nio grupper, med tre lag i varje. Alla lag i varje grupp spelade hemma- och bortamatcher mot varandra. Vinnarna av varje grupp gick vidare till VM-slutspelet.

### Grupp 1
| Nr | Grupp 1 ( ) | S | V | O | F | GM | IM | MS  | P |
| -- | ----------- | - | - | - | - | -- | -- | --- | - |
| 1  | England     | 4 | 3 | 1 | 0 | 15 | 5  | +10 | 7 |
| 2  | Irland      | 4 | 2 | 1 | 1 | 6  | 7  | −1  | 5 |
| 3  | Danmark     | 4 | 0 | 0 | 4 | 4  | 13 | −9  | 0 |

| Grupp 1 ( ) | Danmark | England | Irland |
| Danmark     | —       | 1–4     | 0–2    |
| England     | 5–2     | —       | 5–1    |
| Irland      | 2–1     | 1–1     | —      |

### Grupp 2
| Nr | Grupp 2 ( ) | S | V | O | F | GM | IM | MS  | P |
| -- | ----------- | - | - | - | - | -- | -- | --- | - |
| 1  | Frankrike   | 4 | 3 | 1 | 0 | 19 | 4  | +15 | 7 |
| 2  | Belgien     | 4 | 2 | 1 | 1 | 16 | 11 | +5  | 5 |
| 3  | Island      | 4 | 0 | 0 | 4 | 6  | 26 | −20 | 0 |

| Grupp 2 ( ) | Belgien | Frankrike | Island |
| Belgien     | —       | 0–0       | 8–3    |
| Frankrike   | 6–3     | —         | 8–0    |
| Island      | 2–5     | 1–5       | —      |

### Grupp 3
| Nr | Grupp 3 ( ) | S | V | O | F | GM | IM | MS  | P |
| -- | ----------- | - | - | - | - | -- | -- | --- | - |
| 1  | Ungern      | 4 | 3 | 0 | 1 | 12 | 4  | +8  | 6 |
| 2  | Bulgarien   | 4 | 2 | 0 | 2 | 11 | 7  | +4  | 4 |
| 3  | Norge       | 4 | 1 | 0 | 3 | 3  | 15 | −12 | 2 |

| Grupp 3 ( ) | Bulgarien | Norge | Ungern |
| Bulgarien   | —         | 7–0   | 1–2    |
| Norge       | 1–2       | —     | 2–1    |
| Ungern      | 4–1       | 5–0   | —      |

### Grupp 4
| Nr | Grupp 4 ( )     | S | V | O | F | GM | IM | MS | P |
| -- | --------------- | - | - | - | - | -- | -- | -- | - |
| 1  | Tjeckoslovakien | 4 | 3 | 0 | 1 | 9  | 3  | +6 | 6 |
| 2  | Wales           | 4 | 2 | 0 | 2 | 6  | 5  | +1 | 4 |
| 3  | Östtyskland     | 4 | 1 | 0 | 3 | 5  | 12 | −7 | 2 |

| Grupp 4 ( )     | Tjeckoslovakien | Wales | Östtyskland |
| Tjeckoslovakien | —               | 2–0   | 3–1         |
| Wales           | 1–0             | —     | 4–1         |
| Östtyskland     | 1–4             | 2–1   | —           |

Wales fick en annan chans att spela mot Israel i CAF/AFC:s kval.

### Grupp 5
| Nr | Grupp 5 ( )   | S | V | O | F | GM | IM | MS  | P |
| -- | ------------- | - | - | - | - | -- | -- | --- | - |
| 1  | Österrike     | 4 | 3 | 1 | 0 | 14 | 3  | +11 | 7 |
| 2  | Nederländerna | 4 | 2 | 1 | 1 | 12 | 7  | +5  | 5 |
| 3  | Luxemburg     | 4 | 0 | 0 | 4 | 3  | 19 | −16 | 0 |

| Grupp 5 ( )   | Luxemburg | Nederländerna | Österrike |
| Luxemburg     | —         | 2–5           | 0–3       |
| Nederländerna | 4–1       | —             | 1–1       |
| Österrike     | 7–0       | 3–2           | —         |

### Grupp 6
| Nr | Grupp 6 ( )   | S | V | O | F | GM | IM | MS  | P |
| -- | ------------- | - | - | - | - | -- | -- | --- | - |
| 1  | Sovjetunionen | 4 | 3 | 0 | 1 | 16 | 3  | +13 | 6 |
| 2  | Polen         | 4 | 3 | 0 | 1 | 9  | 5  | +4  | 6 |
| 3  | Finland       | 4 | 0 | 0 | 4 | 2  | 19 | −17 | 0 |

| Grupp 6 ( )   | Finland | Polen | Sovjetunionen |
| Finland       | —       | 1–3   | 0–10          |
| Polen         | 4–0     | —     | 2–1           |
| Sovjetunionen | 2–1     | 3–0   | —             |

Omspel:
| Omspel | 24 november 1957 | Sovjetunionen | 2 – 0 | Polen | Leipzig, Östtyskland |  |
|        |                  |               |       |       |                      |  |
|        |                  |               |       |       |                      |  |
|        |                  |               |       |       |                      |  |

### Grupp 7
| Nr | Grupp 7 ( ) | S | V | O | F | GM | IM | MS | P |
| -- | ----------- | - | - | - | - | -- | -- | -- | - |
| 1  | Jugoslavien | 4 | 2 | 2 | 0 | 7  | 2  | +5 | 6 |
| 2  | Rumänien    | 4 | 2 | 1 | 1 | 6  | 4  | +2 | 5 |
| 3  | Grekland    | 4 | 0 | 1 | 3 | 2  | 9  | −7 | 1 |

| Grupp 7 ( ) | Grekland | Socialistiska federativa republiken Jugoslavien | Rumänien |
| Grekland    | —        | 0–0                                             | 1–2      |
| Jugoslavien | 4–1      | —                                               | 2–0      |
| Rumänien    | 3–0      | 1–1                                             | —        |

### Grupp 8
| Nr | Grupp 8 ( ) | S | V | O | F | GM | IM | MS | P |
| -- | ----------- | - | - | - | - | -- | -- | -- | - |
| 1  | Nordirland  | 4 | 2 | 1 | 1 | 6  | 3  | +3 | 5 |
| 2  | Italien     | 4 | 2 | 0 | 2 | 5  | 5  | 0  | 4 |
| 3  | Portugal    | 4 | 1 | 1 | 2 | 4  | 7  | −3 | 3 |

| Grupp 8 ( ) | Italien | Nordirland | Portugal |
| Italien     | —       | 1–0        | 3–0      |
| Nordirland  | 2–1     | —          | 3–0      |
| Portugal    | 3–0     | 1–1        | —        |

### Grupp 9
| Nr | Grupp 9 ( ) | S | V | O | F | GM | IM | MS | P |
| -- | ----------- | - | - | - | - | -- | -- | -- | - |
| 1  | Skottland   | 4 | 3 | 0 | 1 | 10 | 9  | +1 | 6 |
| 2  | Spanien     | 4 | 2 | 1 | 1 | 12 | 8  | +4 | 5 |
| 3  | Schweiz     | 4 | 0 | 1 | 3 | 6  | 11 | −5 | 1 |

| Grupp 9 ( ) | Schweiz | Skottland | Spanien |
| Schweiz     | —       | 1–2       | 1–4     |
| Skottland   | 3–2     | —         | 4–2     |
| Spanien     | 2–2     | 4–1       | —       |

## CONMEBOL (Sydamerika)
De nio tävlande lagen delades upp i tre grupper med tre lag i varje. Alla lag i varje grupp spelade hemma- och bortamatcher mot varandra. Vinnarna av varje grupp gick vidare till VM-slutspelet.
Venezuela drog sig ur kvalet.
De kvalificerade lagen från CONMEBOL var: Brasilien från kvalgrupp 10, Argentina från kvalgrupp 11 och Paraguay från kvalgrupp 12.

### Grupp 10
| Nr | Grupp 10 ( ) | S | V | O | F | GM | IM | MS | P |
| -- | ------------ | - | - | - | - | -- | -- | -- | - |
| 1  | Brasilien    | 2 | 1 | 1 | 0 | 2  | 1  | +1 | 3 |
| 2  | Peru         | 2 | 0 | 1 | 1 | 1  | 2  | −1 | 1 |
| 3  | Venezuela    | 0 | 0 | 0 | 0 | 0  | 0  | 0  | 0 |

| Grupp 10 ( ) | Brasilien | Peru | Venezuela |
| Brasilien    | —         | 1–0  | —         |
| Peru         | 1–1       | —    | —         |
| Venezuela    | —         | —    | —         |

### Grupp 11
| Nr | Grupp 11 ( ) | S | V | O | F | GM | IM | MS | P |
| -- | ------------ | - | - | - | - | -- | -- | -- | - |
| 1  | Argentina    | 4 | 3 | 0 | 1 | 10 | 2  | +8 | 6 |
| 2  | Bolivia      | 4 | 2 | 0 | 2 | 6  | 6  | 0  | 4 |
| 3  | Chile        | 4 | 1 | 0 | 3 | 2  | 10 | −8 | 2 |

| Grupp 11 ( ) | Argentina | Bolivia | Chile |
| Argentina    | —         | 4–0     | 4–0   |
| Bolivia      | 2–0       | —       | 3–0   |
| Chile        | 0–2       | 2–1     | —     |

### Grupp 12
| Nr | Grupp 12 ( ) | S | V | O | F | GM | IM | MS | P |
| -- | ------------ | - | - | - | - | -- | -- | -- | - |
| 1  | Paraguay     | 4 | 3 | 0 | 1 | 11 | 4  | +7 | 6 |
| 2  | Uruguay      | 4 | 2 | 1 | 1 | 4  | 6  | −2 | 5 |
| 3  | Colombia     | 4 | 0 | 1 | 3 | 3  | 8  | −5 | 1 |

| Grupp 12 ( ) | Colombia | Paraguay | Uruguay |
| Colombia     | —        | 2–3      | 1–1     |
| Paraguay     | 3–0      | —        | 5–0     |
| Uruguay      | 1–0      | 2–0      | —       |

## NACF och CCCF (Nord- & Centralamerika samt Karibien)
Kvalet spelades i två omgångar:
- Omgång 1: De sex lagen delades in i två grupper. Lagen från Nordamerika (NACF) i en grupp och lagen från Centralamerika/Karibien (CCCF) i den andra. Alla lag i respektive grupp mötte varandra hemma och borta och gruppsegrarna gick till omgång 2.
- Omgång 2: Gruppsegrarna möttes hemma och borta och vinnaren gick till VM-slutspelet.

### Grupp 13 omgång 1

#### NAFC
| Nr | Lag    | S | V | O | F | GM | IM | MS  | P |
| -- | ------ | - | - | - | - | -- | -- | --- | - |
| 1  | Mexiko | 4 | 4 | 0 | 0 | 18 | 2  | +16 | 8 |
| 2  | Kanada | 4 | 2 | 0 | 2 | 8  | 8  | 0   | 4 |
| 3  | USA    | 4 | 0 | 0 | 4 | 5  | 21 | −16 | 0 |

| Hemma \ Borta | Kanada | Mexiko | USA |
| Kanada        | —      | 0–2    | 5–1 |
| Mexiko        | 3–0    | —      | 6–0 |
| USA           | 2–7    | 2–3    | —   |

Mexiko vidare till omgång 2.

#### CCCF
| Nr | Lag                     | S | V | O | F | GM | IM | MS  | P |
| -- | ----------------------- | - | - | - | - | -- | -- | --- | - |
| 1  | Costa Rica              | 4 | 4 | 0 | 0 | 15 | 4  | +11 | 8 |
| 2  | Nederländska Antillerna | 3 | 1 | 0 | 2 | 4  | 7  | −3  | 2 |
| 3  | Guatemala               | 3 | 0 | 0 | 3 | 4  | 9  | −5  | 0 |

| Hemma \ Borta           | Costa Rica | Nederländska Antillerna | Guatemala |
| Costa Rica              | —          | 4–0                     | 3–1       |
| Nederländska Antillerna | 1–2        | —                       | —         |
| Guatemala               | 2–6        | 1–3                     | —         |

Matchen mellan Nederländska Antillerna och Guatemala kunde inte spelas på grund av att spelarna från Guatemala inte fick åka in i Nederländska Antillerna. Matchen hade dock ingen påverkan på resultatet i gruppen. Trots att Curaçao hade bytt namn till Nederländska Antillerna redan 1954 spelade fotbollslandslaget fortfarande under områdets gamla namn.
Costa Rica vidare till omgång 2.

### Grupp 13 omgång 2
| Nr | Lag        | S | V | O | F | GM | IM | MS | P |
| -- | ---------- | - | - | - | - | -- | -- | -- | - |
| 1  | Mexiko     | 2 | 1 | 1 | 0 | 3  | 1  | +2 | 3 |
| 2  | Costa Rica | 2 | 0 | 1 | 1 | 1  | 3  | −2 | 1 |

| Hemma \ Borta | Costa Rica | Mexiko |
| Costa Rica    | —          | 1–1    |
| Mexiko        | 2–0        | —      |

Mexiko vidare till VM-slutspelet.

## AFC och CAF (Asien och Afrika)
10 lag spelade om vem som skulle gå vidare till VM-slutspelet. 

### Grupp 14 kvalomgång
En första kvalomgång skulle spelas för en plats in till grupp 1. Republiken Kina (idag kallat Taiwan) drog sig dock ur så Indonesien gick vidare.
| Nr | Lag             | S | V | O | F | GM | IM | MS | P |
| -- | --------------- | - | - | - | - | -- | -- | -- | - |
| 1  | Indonesien      | 0 | 0 | 0 | 0 | 0  | 0  | 0  | 0 |
| 2  | Republiken Kina | 0 | 0 | 0 | 0 | 0  | 0  | 0  | 0 |

| Hemma \ Borta   | Indonesien | Republiken Kina |
| Indonesien      | —          | —               |
| Republiken Kina | —          | —               |

### Grupp 14 omgång 1

#### Grupp 1
Hong Kong drog sig ur kvalspelet.
| Nr | Lag        | S | V | O | F | GM | IM | MS | P |
| -- | ---------- | - | - | - | - | -- | -- | -- | - |
| 1  | Indonesien | 2 | 1 | 0 | 1 | 5  | 4  | +1 | 2 |
| 2  | Kina       | 2 | 1 | 0 | 1 | 4  | 5  | −1 | 2 |
| 3  | Hongkong   | 0 | 0 | 0 | 0 | 0  | 0  | 0  | 0 |

| Hemma \ Borta | Hongkong | Indonesien | Kina |
| Hongkong      | —        | —          | —    |
| Indonesien    | —        | —          | 2–0  |
| Kina          | —        | 4–3        | —    |

Kina och Indonesien slutade på samma poäng och därför arrangerades ett omspel för att avgöra vem som skulle gå vidare. 
| Omspel | 27 oktober 1957 | Indonesien | 0 – 0 (e.fl.) | Kina |  |  |
|        |                 |            |               |      |  |  |
|        |                 |            |               |      |  |  |
|        |                 |            |               |      |  |  |

Omspelet slutade 0-0, därför lät man den totala målkvoten bli avgörande för vem som skulle gå vidare (straffsparksläggning hade ännu inte börjat tillämpas). Indonesien hade en målkvot på 5/4 = 1,25 och Kina hade en lägre kvot på 4/5 = 0,8.
Indonesien vidare till andra omgången på bättre målkvot.

#### Grupp 2
Turkiet drog sig ur så Israel gick vidare till andra omgången.  Skälet till Turkiets beslut är omtvistat, men två möjliga förklaringar är att Turkiet endera tackade nej av politiska skäl eller tackade nej i protest mot att inte ha fått kvala mot europeiska lag (som de hade gjort 1954).
| Nr | Lag     | S | V | O | F | GM | IM | MS | P |
| -- | ------- | - | - | - | - | -- | -- | -- | - |
| 1  | Israel  | 0 | 0 | 0 | 0 | 0  | 0  | 0  | 0 |
| 2  | Turkiet | 0 | 0 | 0 | 0 | 0  | 0  | 0  | 0 |

| Hemma \ Borta | Israel | Turkiet |
| Israel        | —      | —       |
| Turkiet       | —      | —       |

Israel vidare till andra omgången.

#### Grupp 3
Cypern drog sig ur. 
| Nr | Lag     | S | V | O | F | GM | IM | MS | P |
| -- | ------- | - | - | - | - | -- | -- | -- | - |
| 1  | Egypten | 0 | 0 | 0 | 0 | 0  | 0  | 0  | 0 |
| 2  | Cypern  | 0 | 0 | 0 | 0 | 0  | 0  | 0  | 0 |

| Hemma \ Borta | Cypern | Egypten |
| Cypern        | —      | —       |
| Egypten       | —      | —       |

Egypten vidare till andra omgången.

#### Grupp 4
| Nr | Lag    | S | V | O | F | GM | IM | MS | P |
| -- | ------ | - | - | - | - | -- | -- | -- | - |
| 1  | Sudan  | 2 | 1 | 1 | 0 | 2  | 1  | +1 | 3 |
| 2  | Syrien | 2 | 0 | 1 | 1 | 1  | 2  | −1 | 1 |

| Hemma \ Borta | Sudan | Syrien |
| Sudan         | —     | 1–0    |
| Syrien        | 1–1   | —      |

Sudan vidare till andra omgången.

### Grupp 14 omgång 2
Indonesien ville spela mot Israel på neutral mark men FIFA gick inte med på det. Indonesien drog sig därmed ur, och Israel gick till finalomgången. Egypten drog sig ur så även Sudan gick till finalomgången.
| Nr | Lag        | S | V | O | F | GM | IM | MS | P |
| -- | ---------- | - | - | - | - | -- | -- | -- | - |
| 1  | Israel     | 0 | 0 | 0 | 0 | 0  | 0  | 0  | 0 |
| 2  | Sudan      | 0 | 0 | 0 | 0 | 0  | 0  | 0  | 0 |
| 3  | Indonesien | 0 | 0 | 0 | 0 | 0  | 0  | 0  | 0 |
| 4  | Egypten    | 0 | 0 | 0 | 0 | 0  | 0  | 0  | 0 |

| Hemma \ Borta | Egypten | Indonesien | Israel | Sudan |
| Egypten       | —       | —          | —      | —     |
| Indonesien    | —       | —          | —      | —     |
| Israel        | —       | —          | —      | —     |
| Sudan         | —       | —          | —      | —     |

### Grupp 14 finalomgång
| Nr | Lag    | S | V | O | F | GM | IM | MS | P |
| -- | ------ | - | - | - | - | -- | -- | -- | - |
| 1  | Israel | 0 | 0 | 0 | 0 | 0  | 0  | 0  | 0 |
| 2  | Sudan  | 0 | 0 | 0 | 0 | 0  | 0  | 0  | 0 |

| Hemma \ Borta | Israel | Sudan |
| Israel        | —      | —     |
| Sudan         | —      | —     |

Sudan vägrade att spela mot Israel av politiska skäl. Tekniskt sett borde Israel varit klara för spel i VM-slutspelet men enligt FIFA:s regler så måste ett lag ha spelat minst en match för att kvalificera sig för VM-slutspelet (förutom för de regerande mästarna och värdnationen). Därför skapades en playoff mellan en av tvåorna i det europeiska kvalet och Israel där de skulle spela mot varandra hemma och borta och vinnaren gick vidare till VM-slutspelet. Wales, tvåan i UEFA grupp 4, var det lag som lottades att möta Israel.

#### Grupp 14 extra kvalomgång
| Nr | Lag    | S | V | O | F | GM | IM | MS | P |
| -- | ------ | - | - | - | - | -- | -- | -- | - |
| 1  | Wales  | 2 | 2 | 0 | 0 | 4  | 0  | +4 | 4 |
| 2  | Israel | 2 | 0 | 0 | 2 | 0  | 4  | −4 | 0 |

| Hemma \ Borta | Israel | Wales |
| Israel        | —      | 0–2   |
| Wales         | 2–0    | —     |

|  | 15 januari 1957 | Israel | 0 – 2 | Wales |  |  |
|  |                 |        |       |       |  |  |
|  |                 |        |       |       |  |  |
|  |                 |        |       |       |  |  |

|  | 5 februari 1957 | Wales | 2 – 0 | Israel |  |  |
|  |                 |       |       |        |  |  |
|  |                 |       |       |        |  |  |
|  |                 |       |       |        |  |  |

Wales vidare till VM.